# Ventilation par insufflation
La ventilation par insufflation permet de renouveler l'air d'une maison en insufflant de l'air pris à l'extérieur (contrairement à un extracteur d'air ou à une VMC ventilation mécanique contrôlée qui rejettent l'air de la maison).
Il y a plusieurs terminologies différentes, certaines étant déposées, telles que par exemples : 
- VMI Ventilation Mécanique par Insufflation,
- VCI Ventilation Centralisée par Insufflation,
- VPH Ventilation positive hygrorégulée,
- Ventilation positive habitat,
- etc..

Ce type de ventilation s'installe le plus souvent en rénovation en remplacement d'une VMC simple flux. Une VMC double flux est plus efficace qu'une ventilation par insufflation mais plus difficile à installer.

## Application
La Ventilation par insufflation peut être utilisée pour :
- Le traitement de la condensation et de la pollution intérieure,
- Dans les sites fortement pollués (l’air amené est filtré),
- Dans les bâtiments industriels ou l’air doit être propre,
- Pour le contrôle d'allergies.

Par son principe même, cette ventilation par insufflation place le bâtiment en légère surpression (une surpression de quelques pascals), à la différence de la  ventilation par extraction qui met le bâtiment en légère dépression. Ce type de ventilation permet aussi de mieux maîtriser l'air neuf aspiré à l'extérieur, et de le traiter (filtrage, déshumidification, réchauffage, ..),,.

## Installation
Le bloc moteur de la ventilation par insufflation est généralement suspendu dans les combles dans un endroit qui reste accessible pour pouvoir changer les filtres. Prévoir un circuit électrique de 10 A.
Là où les bouches d'insufflation se mettent au plafond d'une pièce centrale comme un couloir afin que l'air insufflé circule partout dans la maison.
L'air aspiré par le bloc moteur peut venir de l'extérieur (air plus sain) ou être pris directement dans les combles (air plus chaud qui fait gagner des calories).
Pour améliorer la circulation d'air, il est parfois recommandé de détalonner les portes (2 cm sous la porte de la cuisine, 1 cm sous les portes des salles de bains et des toilettes).
Afin que l'air des pièces humides circule plus facilement il faut utiliser si possible les bouches existantes de l'ancienne VMC. Dans ce cas il faut s'assurer que ces bouches ne guident pas l'air rejeté dans les combles pour éviter d'humidifier les isolants avec la condensation. On peut aussi laisser l'ancienne VMC fonctionner.
S'il n'y avait pas de VMC avant, prévoir des bouches d'évacuation d'air dans les pièces humides.

## Utilisation
Certains appareils sont commandés par une télécommande qui règle la vitesse en fonction de l'humidité de l'air.
En hiver l'air est légèrement réchauffé (à environ 15 °C) pour ne pas faire entrer d'air froid.
En été si l'air dépasse une certaine température (par exemple 30 °C), la ventilation s'arrête. 
La ventilation fonctionne toute l'année. Attention en hiver si malgré tout la ventilation a été coupée longtemps, l'air peut se mettre à circuler dans l'autre sens et amener de l'humidité dans le bloc moteur de la ventilation (si la ventilation ne repart pas, ouvrir le bloc et faire sécher la carte électronique).

## Avantages par rapport à uneVMC simple flux
Les avantages cités par le Comité scientifique et technique des industries climatiques  en 2017 sont les suivants : 
1. Simple à installer.
2. Insuffle de l'air extérieur sec qui chasse l'humidité et qui permet d'avoir une meilleure sensation de chaleur.
3. Air filtré recommandé pour les personnes allergiques sujettes à la pollution ou au rhume des foins.
4. Le fait d'insuffler de l'air chasse le gaz radon (gaz radioactif naturel et cancérigène qui vient du sol et qui peut s'accumuler dans les habitations). Valable uniquement dans les régions granitiques.
5. Les poêles, cheminées ou chauffe-eau à gaz fonctionneront avec un meilleur tirage.

## Inconvénients
Les inconvénients cités par le Comité scientifique et technique des industries climatiques  en 2017 sont les suivants : 
1. Il n'y a souvent qu'un point d'insufflation et l'air peut ne pas circuler partout si la maison est trop grande.
2. Il faut changer le filtre tous les ans comme sur une VMC double flux.
3. Si une fenêtre reste ouverte, l'air circulera moins bien dans le reste de la maison.
4. L'air est préchauffé par une résistance électrique (et non par un échangeur de chaleur).
5. Plus cher qu'une VMC simple flux.
6. Manque de références au niveau des normes.

L'étude diffusée par le Comité scientifique et technique des industries climatiques  en 2017 signalait pour sa part que ce système est encore peu mis en place, d'où un manque de recul sur les inconvénients potentiels. En particulier,il signalait que la surpression exacerbe le phénomène d’exfiltration de l’air. L’air humide poussé vers l’extérieur risque de se condenser à l’intérieur des parois : il pourrait de ce fait provoquer des problèmes sur certaines de ces parois allant jusqu’à la pourriture des matériaux de construction.
Une rédactrice du magazine La Maison écologique indique pour sa part que la ventilation par insufflation consomme plus d'énergie que la VMC avec une répartition de la circulation de l'air dans toutes les pièces moins facile à garantir.